# Công quốc Sachsen-Lauenburg
Công quốc Sachsen-Lauenburg (tiếng Đức: Herzogtum Sachsen-Lauenburg), được gọi là Niedersachsen (Hạ Sachsen) từ giữa thế kỷ XIV và XVII, là một Công quốc reichsfrei tồn tại 1296–1803 và 1814–1876 ở khu vực cực Đông Nam hiện nay Schleswig-Holstein. Trung tâm lãnh thổ của nó nằm ở quận Herzogtum Lauenburg hiện đại và ban đầu thủ đô của nó là Lauenburg upon Elbe, đến năm 1619, thủ đô đã được chuyển đến Ratzeburg.

## Các lãnh thổ cũ không phải là một phần của quận Lauenburg ngày nay
Ngoài các lãnh thổ cốt lõi ở quận Lauenburg hiện đại, đôi khi các lãnh thổ khác, chủ yếu ở phía nam sông Elbe, thuộc về công quốc:
- Dải đất dọc theo bờ nam Elbe (tiếng Đức: Marschvogtei), kéo dài từ Marschacht đến Amt Neuhaus, kết nối lãnh thổ giữa lõi của công quốc với các khu vực Lauenburgian đông nam hơn này. Vùng đất này được nhượng lại cho Vương quốc Hanover vào năm 1814. Nó hiện là một phần của Niedersachsen (quận Harburg).
- Khu vực Amt Neuhaus, sau đó bao gồm các khu vực ở cả hai bên sông Elbe, được nhượng lại cho Vương quốc Hanover vào năm 1814. Ngày nay, đây là một phần của Niedersachsen (quận Lüneburg) .
- Vùng đất tách rời Hadeln ở khu vực cửa sông Elbe đã được tách khỏi Sachsen-Lauenburg vào năm 1689 và được quản lý như một lãnh thổ riêng biệt dưới sự giám sát của đế quốc, trước khi nó được nhượng lại cho Bremen-Verden vào năm 1731. Bây giờ nó là một phần của Niedersachsen ngày nay (huyện Cuxhaven).
- Một số đô thị ở Bắc Elbia của công quốc cốt lõi cũ không phải là một phần của quận Lauenburg ngày nay, vì chúng đã được nhượng lại cho khu vực chiếm đóng của Liên Xô khi đó theo Thỏa thuận Barber Lyashchenko vào tháng 11 năm 1945.

## Lịch sử

### Lịch sử ban đầu
Năm 1203, vua Đan Mạch Valdemar Chiến thắng (Valdemar Sejr) chinh phạt vùng đất mà sau này bao gồm cả Sachsen-Lauenburg, nhưng sau đó, vùng đất này được trao lại cho Công tước xứ Sachsen Albrecht I vào năm 1227. Năm 1260, các con trai của Albrecht I là Albrecht II và Johann I nối nghiệp cai quản lãnh địa này. Vào năm 1269, 1272 và 1282, hai anh em dần dần phân chia quyền quản lý của họ trong ba khu vực Sachsen không liên kết về mặt lãnh thổ dọc theo sông Elbe (một khu vực được gọi là vùng Hadeln, một khu vực khác xung quanh Lauenburg upon Elbe và khu vực thứ ba xung quanh Wittenberg upon Elbe), đây là dấu hiệu của việc phân tách lãnh thổ.
Sau khi Johann I thoái vị, Albrecht II đồng cai trị xứ Sachsen cùng với các cháu trai của mình là Albrecht III, Erich I và Johann II. Tài liệu cuối cùng đề cập đến việc Albrecht II đồng cai trị cùng các cháu mình với tư cách các công tước Sachsen là vào năm 1295. Tuy nhiên, đến chứng thư ngày 20 tháng 9 năm 1296, đã đề cập đến Vierlande, Sadelbande (lãnh địa Lauenburg), lãnh địa Ratzeburg, lãnh địa Darzing (sau này Amt Neuhaus), và lãnh địa Hadeln là lãnh thổ riêng biệt của hai anh em Johann I và Albrecht II. Chúng dần hình thành sự phân chia rõ ràng xứ Sachsen thành 2 công quốc cai trị riêng biệt là Sachsen-Lauenburg cho các con của Johann I và Sachsen-Wittenberg cho người chú Albrecht II.
Đến năm 1303, ba người con của Johann I lại phân chia lãnh địa Sachsen-Lauenburg mà họ đồng cai trị thành 3 phần. Tuy nhiên, do Albrecht III sớm qua đời vào năm 1308, nên vào năm 1321, hai người còn lại đã tái phân chia lại lãnh địa của Johann I thành 2 phần với dòng trưởng Lauenburg của Johann II cai trị các xứ Bergedorf, một phần xứ Sachsenwald và Mölln và dòng thứ của Erich I cai trị các xứ Ratzeburg và Lauenburg upon Elbe. Dòng trưởng Johann II được giữ đặc quyền Tuyển hầu xứ Sachsen, tuy nhiên không lâu sau, đặc quyền này đã bị tranh chấp với người anh em họ Rudolf I xứ Sachsen-Wittenberg.
Năm 1314, tranh chấp leo thang trong cuộc bầu cử giữa hai ứng viên thuộc 2 gia tộc thù địch cho ngôi vị Vua La Mã Đức: Friedrich Đẹp trai (Friedrich der Schöne) của nhà Habsburg và người em họ Ludwig xứ Bavaria của nhà Wittelsbach. Ludwig đã nhận được 5 trong số 7 phiếu bầu, gồm các phiếu của Công tước Johann II xứ Sachsen-Lauenburg, Tổng giám mục Balduin thành Trier, Quốc vương (hợp pháp) Johann của Bohemia, Tổng giám mục Peter thành Mainz và Phiên hầu Waldemar xứ Brandenburg. Trog khi đó, Friedrich cũng tuyên bố mình nhận được 4 phiếu, từ vị quốc vương Bohemia bị phế truất Heinrich xứ Kärnten, Tổng giám mục Heinrich II thành Köln, anh trai của Ludwig, Tuyển hầu Rudolf I xứ Pfalz và Công tước Rudolf I xứ Sachsen-Wittenberg, vốn đang tranh giành đặc quyền Tuyển hầu xứ Sachsen. Tuy nhiên, cuối cùng chỉ có Ludwig khẳng định mình là Hoàng đế La Mã Thần thánh. Tuy nhiên, sự tranh chấp đặc quyền Tuyển hầu xứ Sachsen chấm dứt sau khi sắc chỉ Golden Bull năm 1356 đã chỉ định một cách chắc chắn quyền tuyển hầu cho các công tước Sachsen-Wittenberg.
Năm 1370, người kế vị thứ tư của John II là Eric III của Saxe-Bergedorf-Mölln cầm đồ Herrschaft of Bergedorf, Vierlande, một nửa Saxon Wood và Geesthacht cho Lübeck để đổi lấy khoản tín dụng 16.262,5 đồng Lübeck. Việc mua lại này bao gồm phần lớn tuyến đường thương mại giữa Hamburg và Lübeck, do đó cung cấp một lối đi an toàn cho vận chuyển hàng hóa giữa các thành phố. Eric III chỉ giữ lại hợp đồng thuê nhà trọn đời.
Thành phố Lübeck và Eric III đã quy định rằng, sau khi ông qua đời, Lübeck sẽ có quyền sở hữu các khu vực đã cầm đồ cho đến khi những người kế vị của ông hoàn trả khoản tín dụng và đồng thời thực hiện việc mua lại Mölln (được ký hợp đồng vào năm 1359), tổng cộng lên tới số tiền khổng lồ 26.000 mác Lübeck.
Năm 1401, Eric III qua đời mà không có vấn đề gì. Do đó, Dòng anh cả Lauenburg đã tuyệt chủng trong dòng nam và Eric III được kế vị bởi người anh họ thứ hai của ông là Eric IV của Saxe-Ratzeburg-Lauenburg của Dòng trẻ. Cùng năm đó, Eric IV, được hỗ trợ bởi các con trai của ông là Eric (sau này cai trị là Eric V) và John, đã cưỡng chiếm các khu vực cầm đồ mà không phải trả bất kỳ khoản tiền nào, trước khi Lübeck có thể chiếm hữu chúng. Lübeck đã đồng ý vào lúc này.
Năm 1420, Eric V tấn công Hoàng tử-Tuyển hầu tước Frederick I của Brandenburg và Lübeck liên minh với Hamburg để hỗ trợ Brandenburg. Quân đội của cả hai thành phố đã mở mặt trận thứ hai và chinh phục Bergedorf, lâu đài Riepenburg và trạm thu phí sông Esslingen (Phà Zollenspieker ngày nay). Điều này buộc Eric V phải đồng ý với thị trưởng của Hamburg Hein Hoyer và thị trưởng Jordan Pleskow của Lübeck về Hiệp ước Perleberg vào ngày 23 tháng 8 năm 1420, quy định rằng tất cả các khu vực cầm đồ mà Eric IV, Eric V và John IV đã chiếm đoạt một cách bạo lực vào năm 1401, đã được nhượng lại không thể thay đổi cho các thành phố Hamburg và Lübeck, trở thành chung cư đô thị hai thành phố Bergedorf (Beiderstädtischer Besitz) của họ.
Từ thế kỷ 14, Sachsen-Lauenburg tự gọi mình là Hạ Sachsen (tiếng Đức: Niedersachsen). Tuy nhiên, Sachsen với tư cách là cách đặt tên cho khu vực bao gồm Công quốc Sachsen cũ hơn trong biên giới của nó trước năm 1180 vẫn chiếm ưu thế. Vì vậy, khi Đế chế La Mã Thần thánh thành lập Vòng tròn Hoàng gia vào năm 1500 với tư cách là khu vực thu thuế và tuyển quân, vòng tròn bao gồm Sachsen-Lauenburg và tất cả các nước láng giềng được chỉ định là Vòng tròn Saxon, trong khi khu vực bầu cử Saxon do Wettin cai trị và các công quốc vào thời điểm đó hình thành Vòng tròn Thượng Saxon. Việc đặt tên cho Niedersachsen trở nên thông tục hơn và Vòng tròn Saxon sau đó được đổi tên thành Vòng tròn Hạ Saxon. Năm 1659, Công tước Julius Henry đã ra sắc lệnh trong quyết định chung của mình (hướng dẫn cho chính phủ của ông) "cũng coi rừng là trái tim và là nơi sinh sống [của doanh thu] của Công quốc Niedersachsen."

### Sau cuộc cải cách
Người dân Hadeln, được đại diện bởi các điền trang của họ trong vương quốc, đã thông qua Cải cách Lutheran vào năm 1525 và Công tước Magnus I đã xác nhận Trật tự Nhà thờ Lutheran của Hadeln vào năm 1526, thành lập cơ quan giáo hội riêng biệt của Hadeln tồn tại cho đến năm 1885. Magnus đã không thúc đẩy việc truyền bá đạo Lutheran trong phần còn lại của công quốc. Các nhà thuyết giáo Lutheran, rất có thể đến từ Công quốc Lunenburg liền kề phía nam (Lutheran từ năm 1529), đã tổ chức các buổi thuyết giảng đầu tiên của Lutheran; ở lối vào phía bắc của Nhà thờ St. Mary Magdalene ở Lauenburg trên Elbe, một người được triệu hồi vào Đêm giao thừa của Thánh John năm 1531. Một cách ngầm hiểu, các giáo đoàn đã bổ nhiệm những người thuyết giáo Lutheran để các chuyến thăm năm 1564 và 1566, do Công tước Francis I, con trai của Magnus I, ra lệnh, theo sự xúi giục của Ritter-und-Landschaft, đã chứng kiến những người thuyết giáo Lutheran ở nhiều giáo xứ. Năm 1566, Francis I bổ nhiệm Giám mục Franciscus Baringius làm nhà lãnh đạo tinh thần đầu tiên của nhà thờ trong công quốc, không bao gồm Hadeln.
Francis I đã tiến hành một triều đại tiết kiệm và từ chức để ủng hộ con trai cả Magnus II sau khi đã khai thác mọi phương tiện của mình vào năm 1571. Magnus II hứa sẽ chuộc lại các demesnes công tước đã cầm đồ bằng số tiền mà ông kiếm được khi còn là một chỉ huy quân sự Thụy Điển và bằng cuộc hôn nhân với Công chúa Sophia của Thụy Điển. Tuy nhiên, Magnus đã không chuộc lại những món đã chuộc mà càng xa lánh tài sản của công tước, điều này đã gây ra xung đột giữa Magnus với cha và các anh trai Francis (II) và Maurice cũng như các điền trang của công quốc, ngày càng leo thang do tính khí bạo lực của Magnus.
Năm 1573, Francis I phế truất Magnus và lên ngôi trong khi Magnus trốn sang Thụy Điển. Năm sau, Magnus thuê quân để chiếm lại Sachsen-Lauenburg bằng vũ lực. Francis II, một chỉ huy quân sự giàu kinh nghiệm phục vụ trong triều đình, và Công tước Adolphus của Schleswig và Holstein tại Gottorp, sau đó là Đại tá Niedersachsen (Kreisobrist), đã giúp Francis I đánh bại Magnus. Đổi lại, Sachsen-Lauenburg nhượng quyền bảo lãnh Steinhorst cho Gottorp vào năm 1575. Francis II một lần nữa giúp cha mình ngăn chặn âm mưu quân sự thứ hai của Magnus nhằm lật đổ cha mình vào năm 1578. Francis I sau đó phong Francis II làm phó vương thực sự cai quản công quốc.

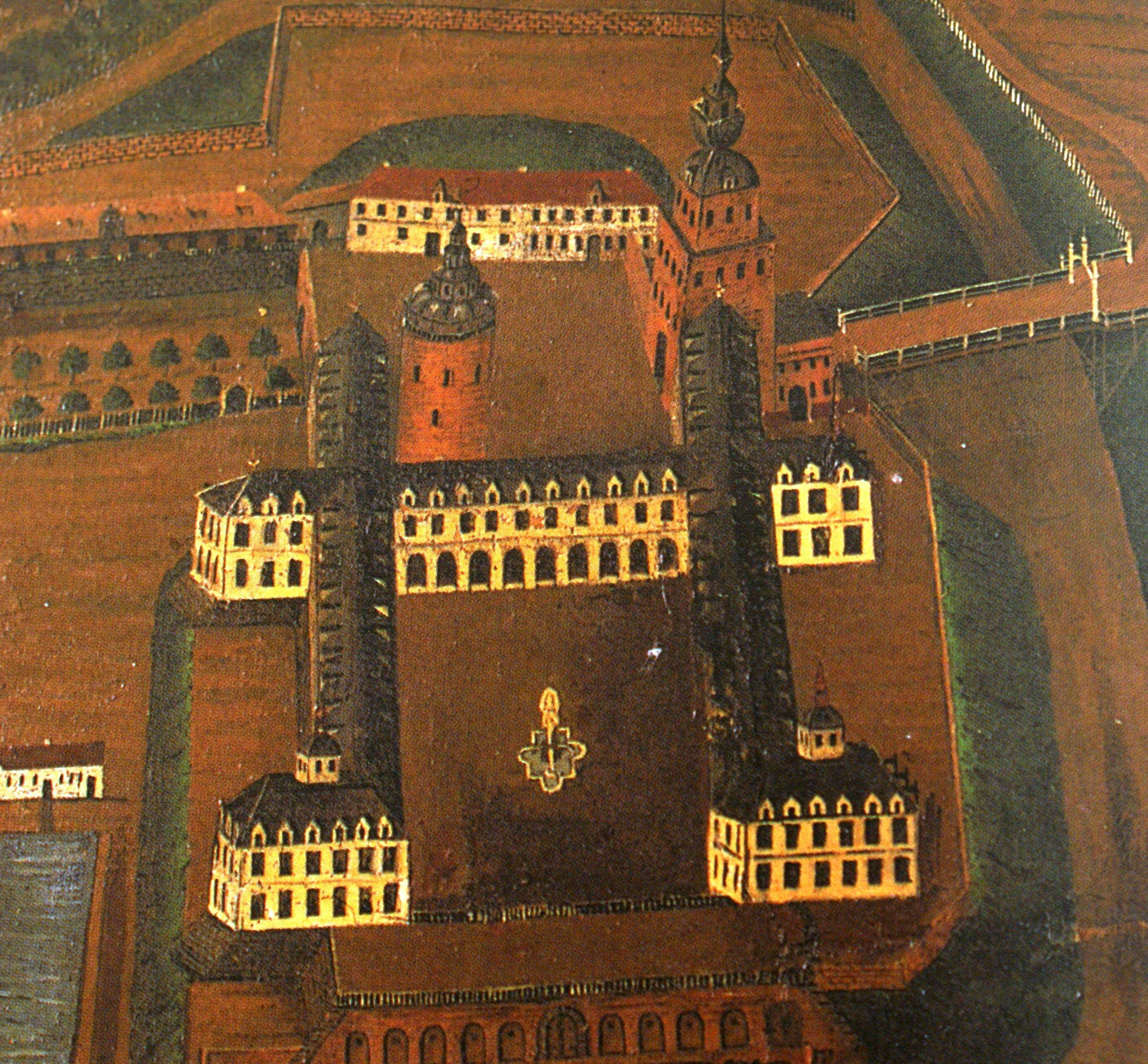
Lâu đài Lauenburg ở Lauenburg trên Elbe, trụ sở của Dòng trẻ Lauenburg vào cuối thế kỷ 16, cho đến khi bị phá hủy vào năm 1616

 Không lâu trước khi ông qua đời vào năm 1581 (và sau khi tham khảo ý kiến của con trai ông là Hoàng tử-Tổng giám mục Henry của Bremen và Hoàng đế Rudolph II, nhưng không hài lòng với các con trai khác của ông là Magnus và Maurice), Francis I đã phong con trai thứ ba của mình, Francis II, người mà ông coi là người có năng lực nhất. , người kế vị duy nhất của anh ta, vi phạm các quy tắc về quyền thừa kế. Điều này đã cắt đứt mối quan hệ vốn đã khó khăn với các điền trang của công quốc, vốn đã chống lại việc ngày càng mắc nợ.
Chuyến thăm chung của nhà thờ năm 1581, do Francis II thúc đẩy, cho thấy kết quả kém về kiến thức, thực hành và hành vi của nhiều mục sư. Baringius phải chịu trách nhiệm về những bất bình này và được thay thế bởi Gerhard Sagittarius vào năm 1582. Cuối cùng vào năm 1585, sau khi tham khảo ý kiến của anh trai mình là Hoàng tử-Tổng giám mục Henry, Francis II đã ban hành một hiến pháp (Niedersächsische Kirchenordnung; Lệnh Nhà thờ Hạ Saxon), được viết bởi Tổng giám đốc của Lübeck Andreas Pouchenius the Elder, cho nhà thờ Lutheran của Sachsen-Lauenburg. Nó tạo thành nhà thờ bang Lutheran của Sachsen-Lauenburg, với một tổng giám đốc (vào năm 1592) và công nghị đặt tại thành phố Lauenburg, nơi sáp nhập vào thành phố Schleswig Holstein vào năm 1877. Những nỗ lực của Francis II vào năm 1585 và 1586 nhằm hợp nhất cơ quan nhà thờ Lutheran của Hadeln với cơ quan ở phần còn lại của công quốc đã bị các giáo sĩ và điền trang của Hadeln nhất trí từ chối.
Tuy nhiên, việc vi phạm quyền thừa kế đã tạo cơ sở cho các điền trang coi công tước Francis II sắp tới là bất hợp pháp. Điều này buộc anh ta phải đàm phán, kết thúc vào ngày 16 tháng 12 năm 1585 với đạo luật hiến pháp của "Liên minh vĩnh cửu" (tiếng Đức: Ewige Union) của các đại diện của giới quý tộc Sachsen-Lauenburg (Ritterschaft, tức là hiệp sĩ) và các đối tượng khác (Landschaft), chủ yếu là từ các thành phố Lauenburg trên Elbe và Ratzeburg, sau đó hoàn toàn được tạo thành các điền trang của công quốc (Ritter-und-Landschaft), do Land Marshall lãnh đạo, một văn phòng cha truyền con nối do gia đình von Bülow nắm giữ. Francis II đã chấp nhận việc thành lập họ như một tổ chức lâu dài có tiếng nói quan trọng trong các vấn đề của chính phủ. Đổi lại, Ritter-und-Landschaft chấp nhận Francis II là hợp pháp, và phong ông làm công tước vào năm 1586.
Mối quan hệ giữa Ritter-und-Landschaft và công tước được cải thiện kể từ khi Francis II chuộc những con tốt của công tước bằng số tiền mà ông kiếm được với tư cách là chỉ huy hoàng gia. Sau khi lâu đài dân cư ở Lauenburg Upon Elbe (được xây dựng vào năm 1180–1182 bởi Công tước Bernard I) bị thiêu rụi vào năm 1616, Francis II đã dời đô đến Neuhaus trên Elbe.

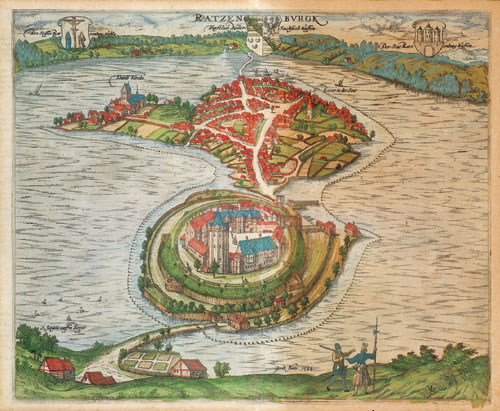
Quang cảnh Ratzeburg, 1590, với lâu đài ở phía trước

Năm 1619, Công tước Augustus dời thủ đô Sachsen-Lauenburg từ Neuhaus trên Elbe đến Ratzeburg, nơi nó vẫn tồn tại kể từ đó. Trong Chiến tranh Ba mươi năm (1618–1648), Augustus luôn giữ thái độ trung lập, tuy nhiên, việc tập hợp và cung cấp lương thực cho quân đội nước ngoài hành quân qua đã đặt ra gánh nặng lớn cho các thần dân. Augustus được kế vị bởi người anh cùng cha khác mẹ của mình là Julius Henry vào năm 1656. Ông đã cải đạo từ Lutheranism sang Công giáo với kỳ vọng được bổ nhiệm làm Hoàng tử-Giám mục của Osnabrück vào năm 1615, nhưng đảm bảo sẽ để nguyên nhà thờ bang Lutheran và Lệnh Nhà thờ Hạ Saxon.
Ông xác nhận các đặc quyền hiện có của giới quý tộc và Ritter-und-Landschaft. Năm 1658, ông cấm các chư hầu của mình cầm cố hoặc xa lánh các thái ấp, do đó chống lại việc sáp nhập các trang viên ở Sachsen-Lauenburg vào nền kinh tế tiền tệ của các thành phố Hanseatic hùng mạnh về kinh tế lân cận là Hamburg và Lübeck. Anh ta cùng với cả hai thành bang tranh chấp biên giới đối với các trang viên đang trong quá trình trốn tránh quyền thống trị của người Sachsen-Lauenburg vào thẩm quyền của các thành bang.

### Tranh chấp kế thừa
Với cái chết của Công tước Julius Francis, con trai của Julius Henry, dòng Lauenburg của nhà Ascania đã tuyệt chủng trong dòng nam. Tuy nhiên, sự kế vị của phụ nữ có thể thực hiện được theo luật Sachsen-Lauenburg. Vì vậy, hai người sống sót trong số ba cô con gái của Julius Francis, Anna Maria Franziska của Saxe-Lauenburg và Sibylle Auguste của Saxe-Lauenburg đã tranh giành quyền kế vị của người chị cả. Điểm yếu của họ đã bị lạm dụng bởi Công tước George William của Công quốc Brunswick Lüneburg lân cận và của Thân vương quốc Lunenburgian , người đã xâm chiếm Sachsen-Lauenburg bằng quân đội của mình, do đó ngăn cản sự thăng thiên của người thừa kế hợp pháp lên ngôi Nữ công tước Anna Maria.
Có ít nhất tám chế độ quân chủ tuyên bố kế vị, dẫn đến một cuộc xung đột liên quan đến các công quốc lân cận Mecklenburg-Schwerin và Holstein của Đan Mạch, cũng như năm Công quốc Anhalt do người Ascan cai trị, Tuyển hầu tước của Sachsen, đã kế vị người Ascan của Sachsen-Lauenburg vào năm 1422, Thụy Điển và Brandenburg. Celle và Đan Mạch Holstein đã tham gia quân sự, thỏa thuận vào ngày 9 tháng 10 năm 1693 (Hamburger Vergleich), rằng Celle (trên thực tế đã nắm giữ hầu hết Sachsen-Lauenburg (sẽ giữ lại công quốc, trong khi pháo đài ở Ratzeburg, được củng cố dưới sự cai trị của Celle và chống lại Holstein, sẽ bị san bằng.Đổi lại, Holstein Đan Mạch, vốn đã xâm lược Ratzeburg và phá hủy pháo đài, sẽ rút quân.
George William đã bồi thường cho John George III, Tuyển hầu tước của Sachsen, một khoản tiền đáng kể vì yêu sách của ông, vì tổ tiên của cả hai hoàng tử này đã lập hiệp ước kế vị lẫn nhau với các công tước cũ của Sachsen-Lauenburg. Ritter-und-Landschaft sau đó bày tỏ lòng kính trọng đối với George William với tư cách là công tước của họ. Vào ngày 15 tháng 9 năm 1702, George William xác nhận hiến pháp, luật và các cơ quan lập pháp hiện có của Sachsen-Lauenburg. Vào ngày 17 tháng 5 năm 1705, cơ quan quản lý của Lutheran được chuyển từ Lauenburg đến Ratzeburg và kết hợp với mục vụ của Nhà thờ Thánh Peter. Khi ông qua đời vào ngày 28 tháng 8 cùng năm, Sachsen-Lauenburg truyền lại cho cháu trai của mình, George I Louis, tuyển hầu tước của Hanover, sau này là vua của Vương quốc Anh với tên gọi George I. Nhà thờ Hạ Saxon Lutheran duy trì Trật tự Nhà thờ của mình với công nghị và Tổng giám đốc Severin Walter Slüter (1646–1697) ở Lauenburg, được thành công bởi những người đương nhiệm chỉ được bổ nhiệm làm tổng giám đốc. Sachsen-Lauenburg (ngoại trừ Hadeln) được chuyển giao cho nhà Welf và chi nhánh thiếu sinh quân của nó nhà Hanover, trong khi những người thừa kế hợp pháp, Anna Maria Franziska của Sachsen-Lauenburg và Sibylle Auguste của Sachsen-Lauenburg, không bao giờ từ bỏ yêu sách của họ, đã bị tước đoạt và người trước đây bị lưu đày ở Bohemian Ploskovice. Hoàng đế Leopold I đã từ chối quyền kế vị của Celle và do đó đã giữ lại Hadeln, thứ nằm ngoài tầm với của Celle, cho ông ta quản thúc. Con trai của ông, Hoàng đế Charles VI đã tấn phong George II Augustus với Sachsen-Lauenburg, cuối cùng sẽ hợp pháp hóa việc ông nội của ông tiếp quản trên thực tế vào năm 1689 và 1693. Vào ngày 27 tháng 8 năm 1729, ông xác nhận hiến pháp, luật hiện hành của Sachsen-Lauenburg và Ritter-und-Landschaft. Vào ngày 5 tháng 4 năm 1757, Niedersächsische Landschulordnung ra sắc lệnh bắt buộc tất cả trẻ em ở Sachsen-Lauenburg phải đi học. George III lên ngôi vào năm 1760 và tán thành tất cả các luật, hiến pháp và Ritter-und-Landschaft của Sachsen-Lauenburg bằng một văn bản ban hành tại Cung điện St. James vào ngày 21 tháng 1 năm 1765. Năm 1794, George III tặng phần thưởng hàng năm cho những giáo viên giỏi nhất ở Sachsen-Lauenburg.

### Kỷ nguyên Napoleon

Huy hiệu của Sachsen-Lauenburg sau năm 1866. Những huy hiệu này thay đổi phiên bản của Đan Mạch, khi đó có hình đầu ngựa vàng trên nền đỏ. Phổ đã thêm một con quay hồi chuyển viền màu đen và trắng, màu chính thức của nó, và hiển thị đầu ngựa bằng bạc.

Công quốc bị quân đội Pháp chiếm đóng từ 1803 đến 1805, sau đó quân chiếm đóng của Pháp rời đi trong một chiến dịch chống lại Áo. Các lực lượng Liên minh Anh, Thụy Điển và Nga sẽ chiếm được Sachsen-Lauenburg vào mùa thu năm 1805 khi bắt đầu Chiến tranh của Liên minh thứ ba chống lại Pháp (1805–06). Vào tháng 12, Đệ nhất Đế chế Pháp (hình thức chính phủ mới của Pháp kể từ năm 1804) đã nhượng lại Sachsen-Lauenburg, nơi không còn thuộc sở hữu của nó, cho Vương quốc Phổ, quốc gia đã chiếm được Sachsen-Lauenburg vào đầu năm 1806.
Khi Vương quốc Phổ (sau khi đã chống lại Pháp với tư cách là một phần của Liên minh thứ tư) bị đánh bại trong Trận Jena-Auerstedt (11 tháng 11 năm 1806), Pháp đã chiếm lại Sachsen-Lauenburg. Nó vẫn nằm dưới sự chiếm đóng của Pháp cho đến ngày 1 tháng 3 năm 1810, khi phần lớn nó được sáp nhập vào Vương quốc Westphalia, một quốc gia chư hầu của Pháp. Một khu vực nhỏ với 15.000 cư dân vẫn được dành cho mục đích của Napoléon. Vào ngày 1 tháng 1 năm 1811, hầu hết công quốc cũ (ngoại trừ Amt Neuhaus và Marschvogtei, vẫn thuộc về Westphalia) đã bị sáp nhập vào Đệ nhất Đế quốc Pháp.

### Hậu Napoléon
Sau Chiến tranh Napoléon, Sachsen-Lauenburg được khôi phục thành một lãnh thổ thống trị của người Hanover vào năm 1813. Đại hội Vienna đã thành lập Sachsen-Lauenburg với tư cách là một quốc gia thành viên của Liên bang Đức. Năm 1814, Vương quốc Hanover trao đổi Sachsen-Lauenburg với Đông Frisia của Phổ. Vào ngày 7 tháng 6 năm 1815, sau 14 tháng dưới sự cai trị của mình, Phổ đã trao Sachsen-Lauenburg cho Thụy Điển, nhận lại Pomerania cũ của Thụy Điển, tuy nhiên, trả thêm 2,6 triệu Taler cho Đan Mạch, để bù đắp cho Đan Mạch vì mất Na Uy. Đan Mạch đã giành được lãnh thổ công tước đó ở phía bắc sông Elbe, hiện được cai trị bởi liên minh cá nhân bởi Nhà Oldenburg của Đan Mạch, từ Thụy Điển, do đó một lần nữa bù đắp cho các yêu sách của Đan Mạch đối với Pomerania của Thụy Điển. Vào ngày 6 tháng 12 năm 1815 Frederick VI của Đan Mạch đã ban hành Đạo luật khẳng định (Versicherungsacte) khẳng định các luật, hiến pháp và Ritter-und-Landschaft của Sachsen-Lauenburg. Năm 1816, chính quyền của ông chiếm hữu công quốc.
Trong Chiến tranh Schleswig lần thứ nhất (1848–1851), Ritter-und-Landschaft đã ngăn chặn một cuộc chinh phạt của Phổ bằng cách yêu cầu quân đội Hanoverian làm lực lượng chiếm đóng gìn giữ hòa bình thay mặt cho Liên bang Đức. Năm 1851, Vua Frederick VII của Đan Mạch được phục hồi làm Công tước Sachsen-Lauenburg. Lực lượng Phổ và Áo xâm lược công quốc trong Chiến tranh Schleswig lần thứ hai. Theo Hiệp ước Viên (1864), Vua Christian IX của Đan Mạch từ chức công tước và nhượng lại công quốc cho Phổ và Áo.